# Hermannia joubertiana
Hermannia joubertiana är en malvaväxtart som beskrevs av William Henry Harvey. Hermannia joubertiana ingår i släktet Hermannia och familjen malvaväxter. Inga underarter finns listade i Catalogue of Life.